# Sōsa

Sōsa (匝瑳市 Sōsa-shi?), este un municipiu din Japonia, prefectura Chiba.